# スギ花粉症

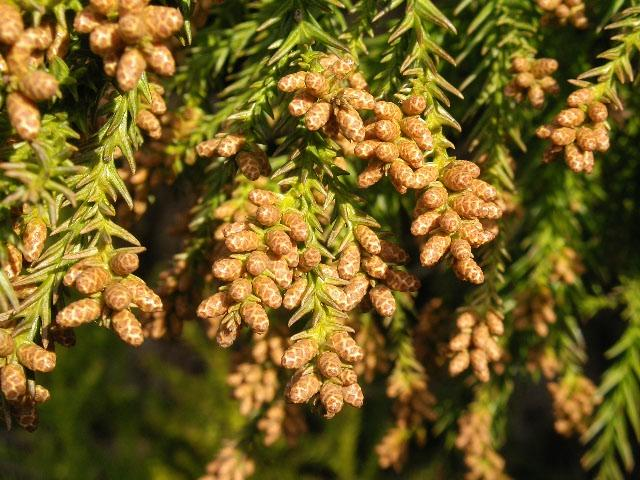
スギの雄花と花粉

スギ花粉症（スギかふんしょう）は、スギの花粉によって生じるアレルギー症状。花粉症の一つ。日本で多くみられる。

## 概要
スギ花粉症は日本で最も多い花粉症で、日本では国民のおよそ4割弱が患っていると考えられている。日本のスギ花粉は2月から4月まで飛散するため、スギ花粉症の患者はこの時期に急増する。
一方、スギが少ない欧米等ではスギが原因となる花粉症は稀である。これは、中央アジアや西アジア、ヨーロッパなどではそもそもスギが分布していないことが一番の理由である。欧米にも「スギ花粉症」(pollinosis of cedar) という病名はあるが、このcedarは元々スギではなくヒノキあるいはマツを指す単語で、日本のスギ花粉症とは異なる病気・症状である。
スギ花粉症患者が多いのは日本などアジアの一部であり、世界的にはヨーロッパのイネ科花粉症・アメリカのブタクサ花粉症などが代表的である。また中国の一部にあるヤナギスギによる花粉症も、日本のスギ花粉症と近縁もしくは同一と考えられている。

## 歴史
1963年に斎藤洋三が春に目や鼻にアレルギー症状を示す患者の存在に気づき、その原因がスギ花粉であることを10月にアレルギー学会総会で発表（1964年に「栃木県日光地方におけるスギ花粉症 Japanese Cedar Pollinosis の発見」という論文を発表した）。

## 原因
日本で1960年頃からスギ花粉症が急増した原因としては、農林省が推奨してきた大規模スギ植林が主に挙げられている。
戦後復興や都市開発などで日本では第二次世界大戦以後木材の需要が急速に高まったが、一方で国内木材の供給量は不足気味で、林業の拡大と造林は当時の日本において急務であった。また、水害防止のための雨水の調整も必要だった。このため農林省は戦後に拡大造林政策を行い、その一環として各地にスギやヒノキなどの成長率が高く建材としての価値が高い樹木の植林や代替植樹を大規模に行ったが、その一方でスギ花粉の飛散量も爆発的に増加することになり、大量のスギ花粉に曝露した日本人がスギの花粉症を発症することにもつながった。また高度経済成長を経て日本では林業が衰退し、木材も外国からの質が良くて安い輸入品に押されて国内スギの需要が低迷するようになったため、大量に植えたスギの伐採や間伐なども停滞傾向となり、花粉症原因物質であるスギの個体数が増加していることも花粉症患者の増加傾向の要因となっている。
一方で近現代の日本の都市化により土地が土や草原からアスファルトやコンクリートなどの花粉が吸着・分解されにくい地盤となり、一度地面に落ちた花粉が風に乗り何度も舞い上がって再飛散するという状態が発生するようになった。加えて排気ガスや工場からの排気などの光化学スモッグなどを長期間吸引し続けることでアレルギー反応が増幅され、スギ花粉症を発症・悪化させるという指摘があり、これら日本の都市化によって花粉症の発生の一般化が起こっている。
これらの事象により、今日では離島などを除く日本各地でスギ花粉症が発生するようになっている。

## スギ花粉
スギ花粉の大きさはおよそ30マイクロメートルから40マイクロメートルで、これは太陽虫よりも少し小さい程度である。形状は楕円形で先端が少し突出した紡績型で、イメージとしてはドラゴンクエストシリーズのスライムに近い。花粉の周囲は殻に包まれ、殻には微小な突起が見られる。
スギは風媒花であり、スギ花粉は風に乗って遠距離を飛散する。その飛距離は数十キロメートル以上、ときには300km以上も離れた場所から飛んでくる。花粉は一日の平均温度が10度くらいになると飛散を開始し、とくに2月下旬から3月にかけてが飛散量が多く、ピーク時のスギ山では俗に「花粉雲」と呼ばれる、大量のスギ花粉が飛んで一面に黄色い霧がかかったような状態になる。スギ花粉は風や地形などによって空中花粉数が異なるため、日本では春先になると天気予報などにおいて、スギ花粉の飛散量を予測する「スギ花粉情報」（後述）が報じられる。

## 症状・特徴
傾向的にアレルゲンであるスギ花粉の飛散量が多ければ多いほど、スギ花粉症の発生患者は増加傾向となる。また過敏症が高い状態では少しのアレルゲンでもアレルギー症状を発症するため、大量飛散の翌年は、たとえ飛散量が少なくとも症状が軽くなるとは限らない。
症状としては花粉症の4大症状であるくしゃみ・鼻水・鼻詰まりおよび目のかゆみに加え、咳などの喉の疾患や肌のかゆみなどが発生する。重症化すると喘息や気管支炎などの気管支疾患や頭痛・発熱が発生する。一方でスギ花粉のアレルゲン性は低いほうであるため、他の花粉に比べてアナフィラキシーショックや口腔アレルギー症候群の症例は非常に少ないものの、重症患者が極端に多量のアレルゲンを体内に取り込んでしまった場合は極稀にショック症状を示す場合もある。またスギ花粉症が一般化･大衆化していることから、重症患者の中には中にはスギ花粉を見ただけでマイナスプラセボ効果（ノセボ効果）によって花粉症の症状が発生する者もいる。
このほか、スギ花粉症患者の7割前後はヒノキの花粉症を併発しているとされており、ヒノキの花粉の飛散は5月まで続くことから、併発患者は3か月から4か月もの長期間にわたって花粉症の症状に苦しむ場合がある。

## 治療
スギ花粉症が日本における「国民病」であることから、日本では数多くの治療が試みられている。本疾患の特徴として、スギ花粉症はアレルギー症状であるため現時点では根治療法が存在しないことが挙げられよう。したがって現在、一般には対症療法が行われている。
処方薬物としては抗ヒスタミン薬や第二世代抗ヒスタミン薬などの抗アレルギー薬やステロイド、Th2活性阻害薬・漢方薬などが用いられており、また飲み薬の他に点鼻薬や点眼薬などの外用薬も用いられている。特徴として、スギ花粉の飛散期が2か月以上（ヒノキ花粉症も含めると3か月以上）と長いため、長期にわたる投与で重篤な副作用の顕在しやすい薬品を用いた処方は、重症の場合を除きあまり奨められていない点が挙げられる。例えばセレスタミン（ベタメタゾンとd-クロルフェニラミンマレイン酸塩の配合剤）は、内服副腎皮質ホルモンの分類上、抗炎症作用最強の長期作用型が含まれており、一般的なステロイドの副作用を考慮する必要がある。重症時以外のスギ花粉症患者に長期間投与するのには向いていない。ただし医師の中にはこうした長期投与が奨められない薬を漫然と長期間処方している場合があり、医療機関に受診する場合は注意が必要である。
対症療法のほかにはアレルゲン免疫療法などの減感作療法があり、日本ではスギ花粉症に対して有効率は約80％という成績が報告されている。従来の皮下投与（注射）による減感作療法に加え、舌下にパンなどを置き滴下する舌下減感作療法が行われている。減感作療法は治療終了後も効果の持続が期待できるため根治療法に近い方法ではあるものの、一方で即効型の治療法ではないために数年のスパンで治療を考慮する必要がある。なお、2014年現在保険適応のある治療用アレルゲンエキスは、アカマツ、ブタクサ、ソバなど多数あるが、舌下減感作療法に用いる舌下液は、スギ花粉症に対応するシダトレン（標準化スギ花粉エキス原液）のみである。
この他にレーザーで鼻の粘膜を焼く方法や、鼻涙管閉塞症に対する手術で、物理的に症状を抑える治療法もある。また治療法ではないが、ゴーグルやマスクで花粉との接触を防ぐ方法や、空気清浄機で空気中の花粉を除去する方法で、そもそもアレルゲンとの接触の機会を最小限に抑える手段は、医学的治療と併用される。
なお「花粉症に効く」と称した民間療法や食事療法も多く存在するが、これらは治癒実績や科学的根拠が乏しい。

## スギ花粉症と情報
日本では、患者が多いスギ花粉症に対して、花粉の飛散状況について大衆に周知するシステムが発達している。

### 飛散の定義
「花粉飛散開始日」とは、環境省花粉観測システムの花粉自動測定器（ダーラム型花粉採集器）にて1平方センチメートルあたり1個以上の花粉が2日以上連続して観測された最初の日を指す。注意点として、飛散開始日はあくまでも観測上での日時であることが挙げられよう。つまり実際には飛散開始日よりも前にごく少量の花粉飛散が始まっているため、敏感な患者は飛散開始日より前に発症する場合もある。

### 花粉飛散量
日本の組織的なスギ花粉の調査は、1965年に今の国立病院機構相模原病院が開始したものが最初である。その後環境省をはじめ日本気象協会や各都道府県の自治体、およびウェザーニューズなどの民間の気象会社などでスギ花粉の飛散量の予報・測定を行っている。
ちなみに上記の国立病院機構相模原病院の分析結果では、現在の花粉量は1965年当時の2倍から3倍程度となっており、スギ花粉症が社会問題化したころである1982年の飛散量は1965年の約4倍に達している。発症者が増えた原因の第一は、花粉飛散量が増えそれに曝露された者が増えたためで、飛散量の増加の原因は、戦後に植樹されたスギが1970年ごろより次第に花粉生産力の強い樹齢30年程度に達したためと考えられている。

### スギ花粉情報
日本気象協会が日本で初めて一般向けにスギ花粉情報を開始したのは1987年3月9日で、1985年より行われている東京都衛生局の予測等をもとに、東京都心と多摩地域向けに毎日の飛散予報を出したのが始まりである。同年には京都市、仙台市なども住民サービスとして情報を出すようになり、現在では、新聞・テレビやインターネットなどで、地域ごとの毎日の飛散予測が出されている。
この他に前年の晩秋には、スギのつぼみの様子などから翌年春のスギ花粉飛散量の予測が日本気象協会や気象会社などから出され、同時に平年に比較して飛散量が多いか少ないかの予測も出される。晩秋に発表するのはスギの着花量が主に夏の天候に左右されるためで、もちろんスギ花粉予測も秋冬の天候如何では長期予報と同様に外れる場合もある。なお「平年」とは過去10年平均であり、2000年以降はその平均値そのものが増加し続けているため、予測値の解釈には注意が必要である。

## 行政対策
日本では花粉症に対する農林水産省等の対応が遅れてきた。1990年度に「スギ花粉症に関する関係省庁担当者連絡会議」が設置され、1994年度より当時の科学技術庁によって数年間に渡る「スギ花粉症克服に向けた総合研究」が実施された。2004年度からは会議の名称が「花粉症に関する関係省庁担当者連絡会議」と改められ、2005年度からはようやく基礎研究などよりさらに踏み込んだ具体的な取り組みがなされるようになった。
こうした行政の動きに関しては、1995年に自民党内設立された「花粉症等アレルギー症対策議員連盟（通称ハクション議連）」をはじめとする各種花粉症対策議連が、本格的な対策の推進を各所に働きかけるようになったことが大きく影響している。これにより花粉症を含めたアレルギー対策に関する予算が急激に増加し、2002年度のアレルギー関連予算は7年前の27倍に達する73億7200万円にもなっている。
行政が行う花粉症対策とは基礎研究や治療法の開発、花粉飛散の予報技術の向上などが主であり、スギ・ヒノキ花粉発生源（主にスギ・ヒノキの人工林）への根本的な対策は進んでいない。一方で質が良くて安い輸入木材の普及による林業の荒廃・林業従事者の減少の問題などから、植え替えや伐採も難しくなっている。
一策として、日本では無花粉スギや少花粉スギなどのスギ花粉が飛びにくい品種への転向も検討されている。実際に林野庁は2005年に、今後5年間に60万本の無花粉スギを植えると発表しているが、日本全体のスギ林は合計で約453万ヘクタールもあるため、これらのスギ林をすべて移行するのは非常に難しい問題となっている。
変わった例としては、東京都において2006年度より花粉の発生源である森林への対策を取りまとめ、多摩地域のスギ林の伐採および花粉の少ない品種のスギや広葉樹への植え替えなどを50年計画で行い、今後10年間で花粉の量を2割削減する事業を始めることになったが、その理由のひとつに都知事をつとめていた石原慎太郎自身が2005年に花粉症になった点があった。この点について石原は2006年3月10日の知事会見で「それは私、今まで花粉症じゃなかったけど、去年あるときなってから、急きょ、問題意識が。人間ってそんなもんだよ、それは」と認めている。その後東京都は産業労働局内に、副知事を本部長とした「東京都花粉症対策本部」を設けている。
日本においては花粉の少ないスギへの移行はスムーズには進んでおらず、新しく植林されるスギも花粉対策がされていないスギが多いのが現状である。2013年には日本で約1600万本のスギが新しく植えられたが、そのうち花粉が少ない種は全体の12.7%にとどまっている。原因に、花粉が少ない品種が木材としての実績が薄く林業関係者の間で保守的な対応があるためだと 林野庁担当者は指摘している。一方で国山林種苗協同組合連合会の担当者は「（花粉が少ないスギの）認知が業界に広まっているとは言いがたい」と主張している。
その後、花粉の少ない苗⽊の⽣産量・割合は共に急速に上がり、2021年度は1512万本（全スギ苗⽊の年間⽣産量の53.2%）となっている。

### 花粉症に関する関係閣僚会議
2023年4月14日、第2次岸田内閣 (改造)において、「花粉症に関する関係閣僚会議」が設立された。同日の初会合で松野博一内閣官房長官は、花粉症について、発生源対策や飛散対策、 予防・治療法の充実等に政府一丸となって取り組む考えを示した。5月30日の第2回会合では「花粉症対策の全体像」を下記の通り取りまとめた。

#### 花粉症対策の全体像（花粉症対策の3本柱）
- 発生源対策
  - 伐採・植替え：「花粉発生源スギ人工林減少推進計画（スギ伐採加速化計画）」を今後速やかに策定し、花粉を発するスギ人工林を10年後（2033年度）に2割減、30年後に半減させる。
  - 需要拡大：スギ材製品の需要を現状の1240万㎥から10年後までに1710万㎥（470万㎥増）に拡大させる。
  - 花粉の少ない苗木の生産拡大、林業の生産性向上及び労働力の確保。
  - これらを「林業活性化・木材利用推進パッケージ」として策定する。
- 飛散対策
  - 飛散量の予測：スーパーコンピュータやAI（人工知能）を活用し、2024年3月までに花粉飛散予測に特化した低空域の詳細な三次元気象情報を提供し、民間事業者の予測精度向上を図る。
  - 飛散防止：飛散防止剤の開発を促進し、5年後に実用化の目処を立て速やかに実行する。
- 発症・曝露対策
  - 治療：舌下免疫療法について、年間の治療薬供給量を今後５年以内に、現在の約25万人分から約100万人分へ増加させる。新たな治療法・治療薬等の研究開発支援。
  - 対策製品：花粉対策製品に関する認証制度の創設。スギ花粉米の実用化に向けた臨床研究等を実施。
  - 予防：花粉曝露を軽減する柔軟な働き方や、花粉を持ち込まないオフ ィス環境整備等を推進。

## 避花粉地
北海道（主に道央以北、以東）や沖縄、奄美、長崎県的山大島（あづちおおしま）、小笠原諸島などでは、スギ花粉の飛散が少なく、スギ花粉症の患者数も全国で非常に少ない水準にある。このため避花粉地と呼ばれる、花粉症患者が花粉症の時期のみを過ごす地を設ける観光案が存在する。これについて、2005年に北海道十勝支庁管内の上士幌町が避花粉地として名乗りをあげたほか、続いて2006年には鹿児島県の奄美群島も療養や保養目的の花粉症患者の誘致を始めている。